# Ilona Felicjańska
Ilona Katarzyna Montana, z domu Felicjańska primo voto Rybkowska (ur. 30 maja 1970 w Łasku) – polska modelka, II wicemiss Polonia 1993, pisarka, przedsiębiorca, celebrytka.

## Rodzina i edukacja
Jest córką Grażyny, która była szwaczką. Biologiczny ojciec odszedł od rodziny przed narodzinami córki, o czym ta dowiedziała się dopiero, gdy była nastolatką. Wychowywała się z matką i ojczymem Henrykiem w Sromutce, a gdy miała dziewięć lat, przeprowadziła się z rodziną do Bełchatowa, gdzie ukończyła Liceum Ekonomiczne.

## Kariera zawodowa
W 1992 została II wicemiss Ziemi Łódzkiej, a niedługo po udziale w konkursie piękności trafiła do agencji modelek Moda Forte. We wrześniu 1993 zdobyła tytuł II wicemiss Polonia, a następnie została półfinalistką wyborów Miss International 1994 i finalistką konkursu Elite Model Look.
W 1994 zadebiutowała na wybiegu w kolekcji Mody Polskiej oraz podpisała kontrakt z warszawską agencją mody Model Plus. W latach 1994–1995 brała udział w pokazach pret-a-porter w Paryżu, gdzie na wybiegach prezentowała kolekcje Calvina Kleina i Pierre’a Cardina. W latach 1995–1996 współpracowała z agencją modelek Berlin Models, dzięki czemu brała udział w pokazach mody w Berlinie oraz w otwarciu filii agencji w Santiago. W Polsce pojawiała się na wybiegach u projektantów, takich jak Teresa Rosati, Joanna Klimas, Hexeline i Maciej Zień. Wystąpiła w kampaniach reklamowych: kosmetyków Miss Sporty, produktów marki Caterina, mydła Palmolive, kremów Ireny Eris (1999–2000), marki odzieżowej Hexeline i producenta farmaceutyków Evelle.

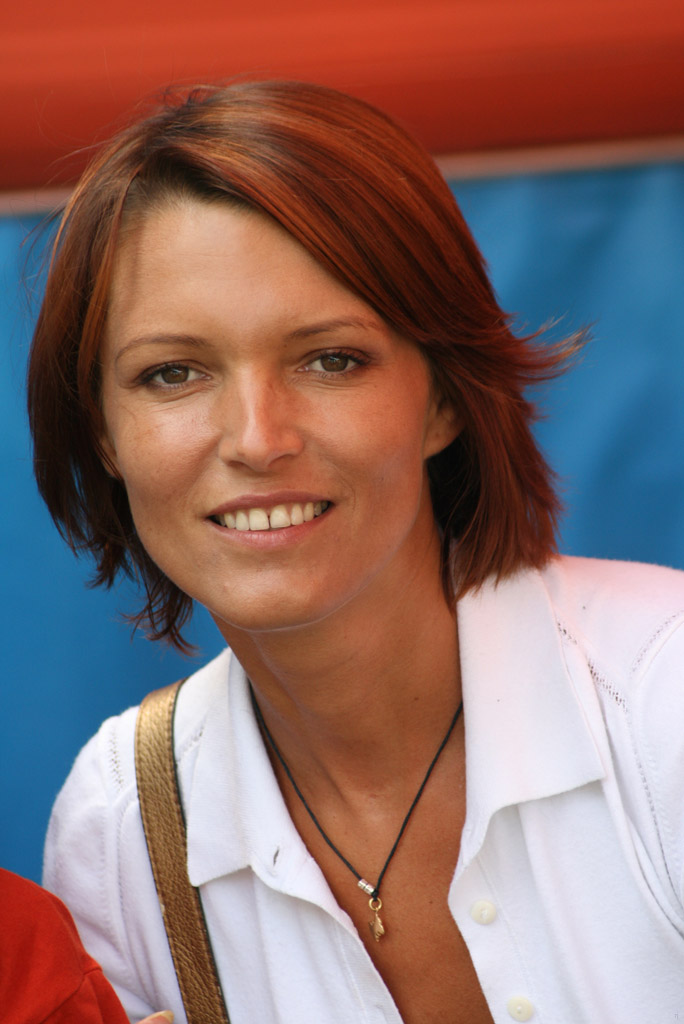
Felicjańska (2007)

W latach 1995–1998 wraz z Mariuszem Szczygłem współprowadziła program telewizji Polsat Na każdy temat. Wystąpiła w roli hostessy w ostatnim odcinku programu Klub 21. Pisała felietony o modzie do czasopisma „Kulisy”, dodatku do dziennika „Życie Warszawy”. W 2005 założyła agencję eventową „Felicjańska Media”. Była ambasadorką domu mody MaxMara (2005) i marki samochodowej Alfa Romeo (2007). W 2008 uczestniczyła w parze z Robertem Kochankiem w ósmej edycji programu rozrywkowego TVN Tańca z gwiazdami.
Po spowodowaniu kolizji drogowej, będąc pod wpływem alkoholu, w 2010 przeżyła kryzys wizerunkowy w mediach. W tym okresie została ambasadorką prywatnej kliniki uzależnień i butiku z markowymi ubraniami oraz zapowiedziała handel pereł pod szyldem własnej marki IF YOU. W 2011 wystąpiła w teledysku do piosenki zespołu Monopol „Mega luzik”. W 2013 wydała thriller erotyczny pt. „Wszystkie odcienie czerni” oraz została bohaterką książki pt. „Cała prawda o...” (2013), będącej wywiadem-rzeką przeprowadzonym przez Anetę Pondo. W latach 2013–2014 prowadziła blog na portalu internetowym natemat.pl. W 2014 wydała poradnik pt. „Jak być niezniszczalną”, w którym opisała swoje zmagania z alkoholizmem. W 2015 uczestniczyła w pierwszej edycji programu rozrywkowego Polsatu Celebrity Splash!. W 2016 wydała poradnik pt. „Znalazłam klucz do szczęścia”. W 2017 była nominowana do zdobycia Gwiazdy Plejady w kategorii „osobowość roku”.

## Działalność charytatywna
W 2005 uruchomiła agencję eventową „Felicjańska Media” organizującą np. pokazy mody, imprezy artystyczne czy sesje zdjęciowe, z których zyski przekazywane są na leczenie chorych dzieci. W 2007 założyła Fundację „Niezapominajka”, której celem jest pomoc ofiarom wypadków losowych oraz osobom dotkniętym nieuleczalnymi i przewlekłymi chorobami.
W 2010 za działalność charytatywną została nagrodzona statuetką „Ecco Walk in Style”.

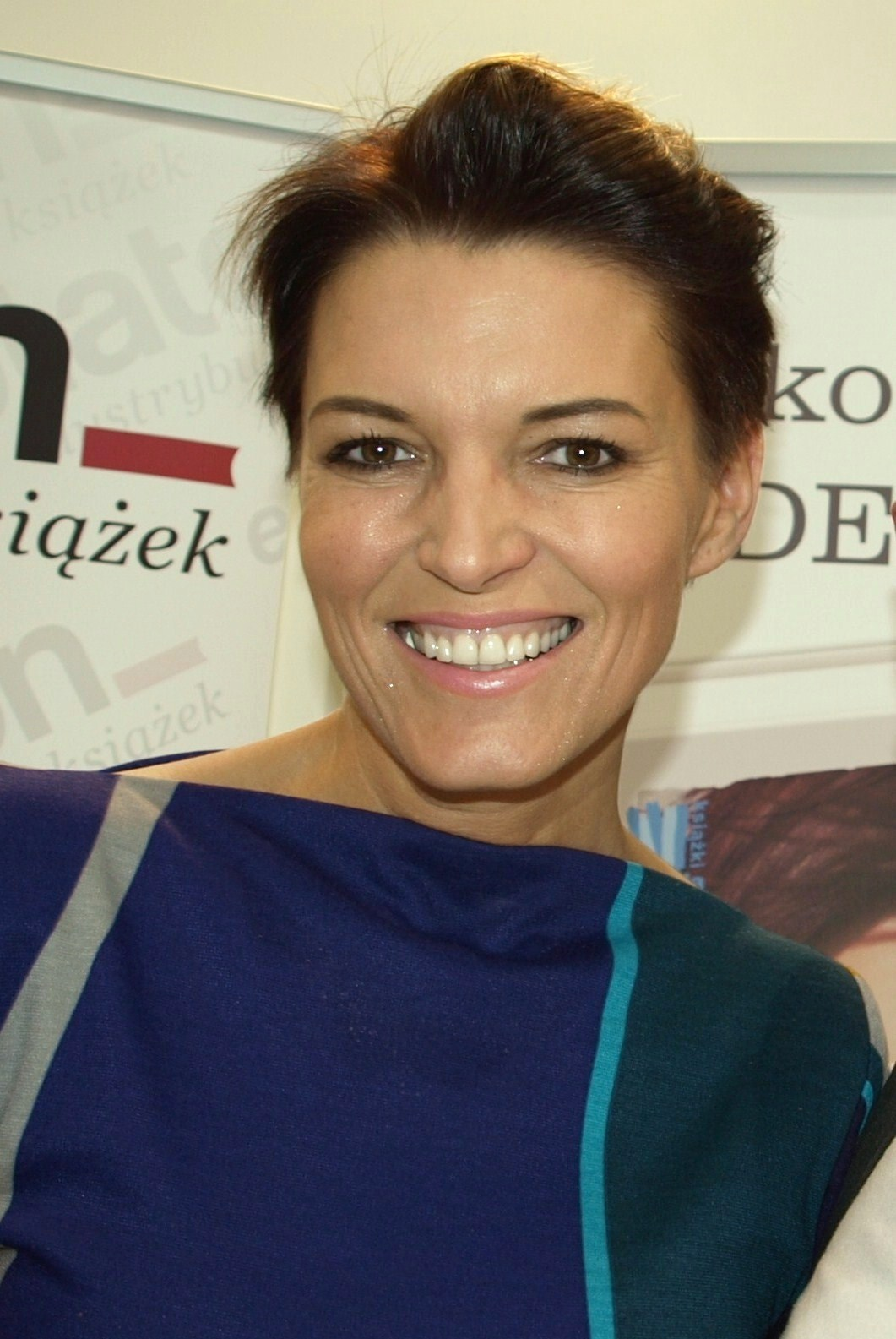
Felicjańska (2014)

W 2012 rozpoczęła kampanię społeczną skierowaną do kobiet – „Pamiętaj o samokontroli”. Wzięła udział w akcji „One Billion Rising”, która na zwrócić uwagę na problem z powszechnością przemocy wobec kobiet. Jest ambasadorką Dobrej Woli w Międzynarodowej Komisji Praw Człowieka.

## Życie prywatne
Była związana z satyrykiem Krzysztofem Jaroszyńskim, kompozytorem Yossarianem Malewskim i paparazzo Przemysławem Stoppą. W latach 2000–2012 była żoną przedsiębiorcy Andrzeja Rybkowskiego, z którym ma dwóch synów, Macieja (ur. 2001) i Adama (ur. 2002). 6 kwietnia 2019 wyszła za przedsiębiorcę Paula Montanę (ur. 1967). W lipcu 2020 potwierdziła medialne doniesienia o rozstaniu z mężem.
Pod koniec 2003 rozpoczęła terapię z uwagi na swoje uzależnienie od alkoholu. W 2010 udzieliła serii wywiadów prasowych (m.in. w magazynie „Pani”) i telewizyjnych (m.in. w programach Rozmowy w toku i Dzień dobry TVN) o swojej chorobie alkoholowej. Od tamtej pory prasa sporadycznie opisuje jej powroty do trzeźwości. W 2011 i 2020 podjęła leczenie w szpitalu psychiatrycznym. Deklaruje się jako katoliczka, niepraktykująca publicznie swojej wiary.
Procesy sądowe
29 czerwca 2010 została skazana na rok pozbawienia wolności w zawieszeniu na trzy lata za spowodowanie kolizji pod wpływem alkoholu i ucieczkę z miejsca wypadku. Została też zobowiązana do zapłacenia grzywny w wysokości 1 tys. zł na rzecz Społecznego Komitetu Centrum Zdrowia Dziecka w Warszawie oraz pozbawiona prawa jazdy na okres trzech lat.
W 2012 podpisała z Piotrem Kaszubskim umowę o współpracy, w której ramach wyraziła zgodę na półroczne wykorzystywanie jej wizerunku w zamian za zabiegi w należącej do Kaszubskiego klinice medycyny estetycznej. Wykonany został tylko jeden zabieg, na pozostałe modelka nie była w stanie się umówić z powodu piętrzonych przez Kaszubskiego przeszkód. Kaszubski, pomimo wygaśnięcia umowy, nadal posługiwał się wizerunkiem Felicjańskiej, publikując jej zdjęcia i dane osobowe na stronie kliniki, a winę za niewywiązanie się z umowy przerzucił na modelkę, twierdząc że przychodziła do jego kliniki pijana. W 2015 Felicjańska wygrała proces sądowy przeciwko Kaszubskiemu zaocznie bez obecności pozwanego, ponieważ Kaszubski przebywał w Los Angeles. Przedsiębiorca musiał przeprosić modelkę, a także wypłacić jej 40 tys. zł odszkodowania. W 2021 Sąd w Wiedniu odmówił zgody na postawienie zarzutów Kaszubskiemu.

## Kampanie społeczne
- 2008 – „Rosnę zdrowo”[36]
- 2012 – „Pamiętaj o samokontroli”[37][38]

## Filmografia
- 2000: Gunblast Vodka – obsada aktorska[39]
- 2009: Planeta 51 – obsada w dubbingu[40]
- 2009: Miłość na wybiegu – obsada aktorska[39]
- 2013: Primadonna – Renata[17]